# Claret (Hérault)
Claret é uma comuna francesa na região administrativa de Occitânia, no departamento de Hérault. Estende-se por uma área de 28,27 km². Em 2010 a comuna tinha 1 653 habitantes (densidade: 58,5 hab./km²).